# Red Island (Antarktika)
Red Island (englisch, schwedisch Rödön, spanisch Isla Roja, jeweils sinngemäß übersetzt „Rote Insel“) ist eine kreisrunde und abgeflachte Insel im Prinz-Gustav-Kanal vor der Südseite der Trinity-Halbinsel am nördlichen Ende der Antarktischen Halbinsel. Sie liegt 5,5 km nordwestlich des Kap Lachman der James-Ross-Insel. Ihr Durchmesser liegt bei 1,5 km mit der 495 m hohen Felssäule The Monument als höchster Erhebung. Besonderes Merkmal der Insel sind ihre rötlichen Kliffs aus Vulkangestein.
Die erste Sichtung und die deskriptive Benennung geht auf Teilnehmer der Schwedischen Antarktisexpedition (1901–1903) unter der Leitung Otto Nordenskjölds zurück. Der Falkland Islands Dependencies Survey kartierte sie im Jahr 1945 und benannte sie deskriptiv. Bereits 1905 erfolgte die Übertragung des schwedischen Namens in seine englische Version.